# Ceratocapsus pubescens
Ceratocapsus pubescens är en insektsart som beskrevs av Henry 1979. Ceratocapsus pubescens ingår i släktet Ceratocapsus och familjen ängsskinnbaggar. Inga underarter finns listade i Catalogue of Life.